# Francisco Rojas
Francisco Ulises Rojas Rojas (La Serena, 1974. július 22. –) chilei válogatott labdarúgó.

## Fordítás
- Ez a szócikk részben vagy egészben  a   Sami Al-Jaber című angol Wikipédia-szócikk fordításán alapul.  Az eredeti cikk szerkesztőit annak laptörténete sorolja fel. Ez a jelzés csupán a megfogalmazás eredetét és a szerzői jogokat jelzi, nem szolgál a cikkben szereplő információk forrásmegjelöléseként.